# Eltra

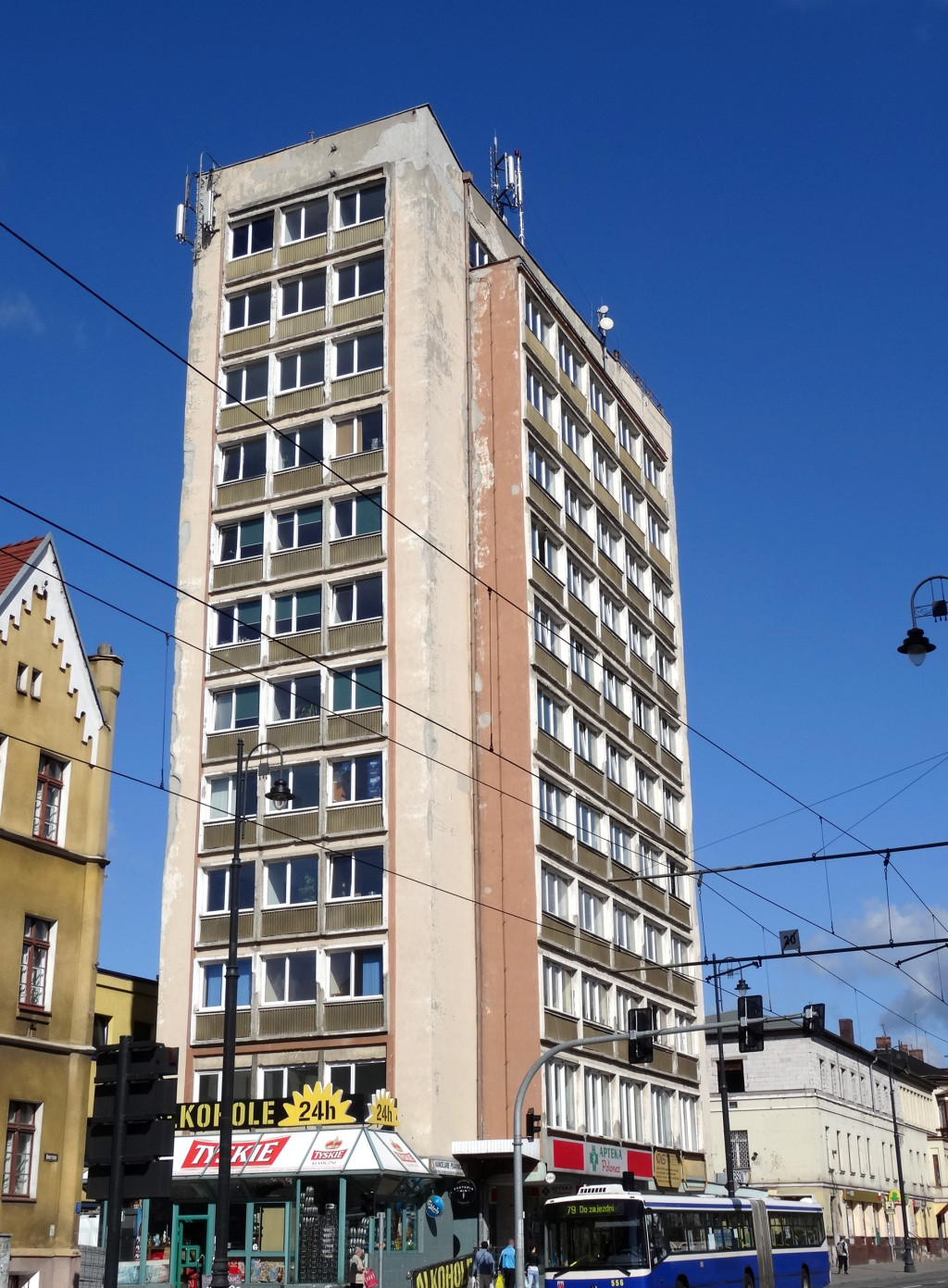
Dawny biurowiec „Eltry” (1964) przy ul. Dworcowej w Bydgoszczy

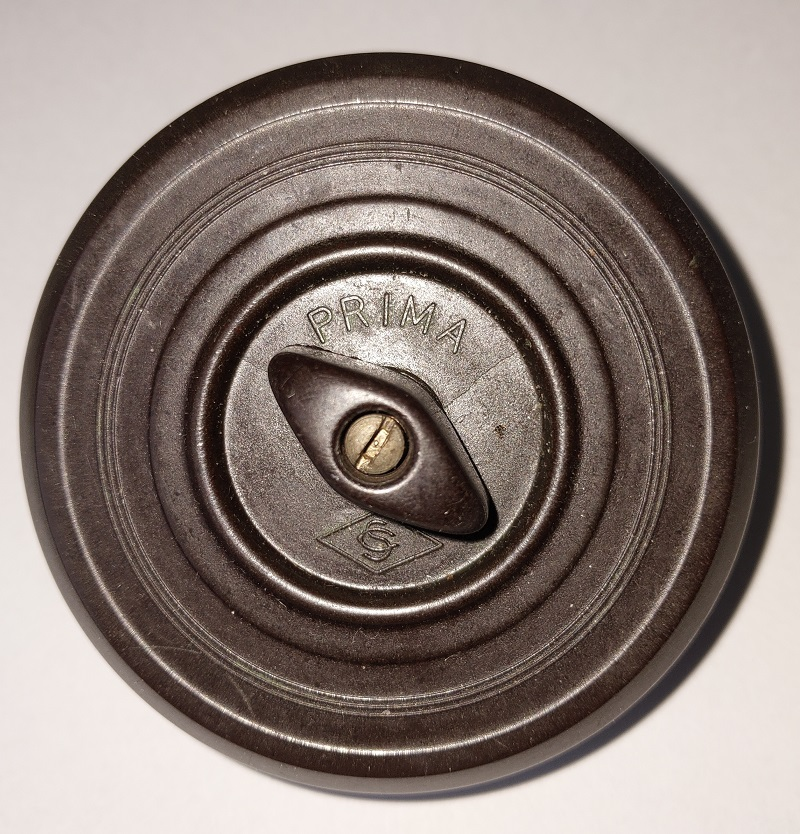
Podtynkowy wyłącznik Prima, Nr 1110 - 1937 r. produkcji Fabryki Artukułów Elektrotechnicznych

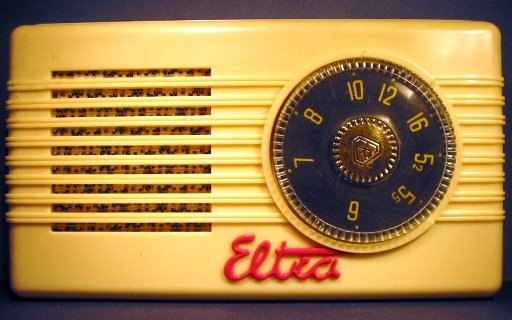
Eltra MOT-59 – pierwszy polski, miniaturowy odbiornik tranzystorowy

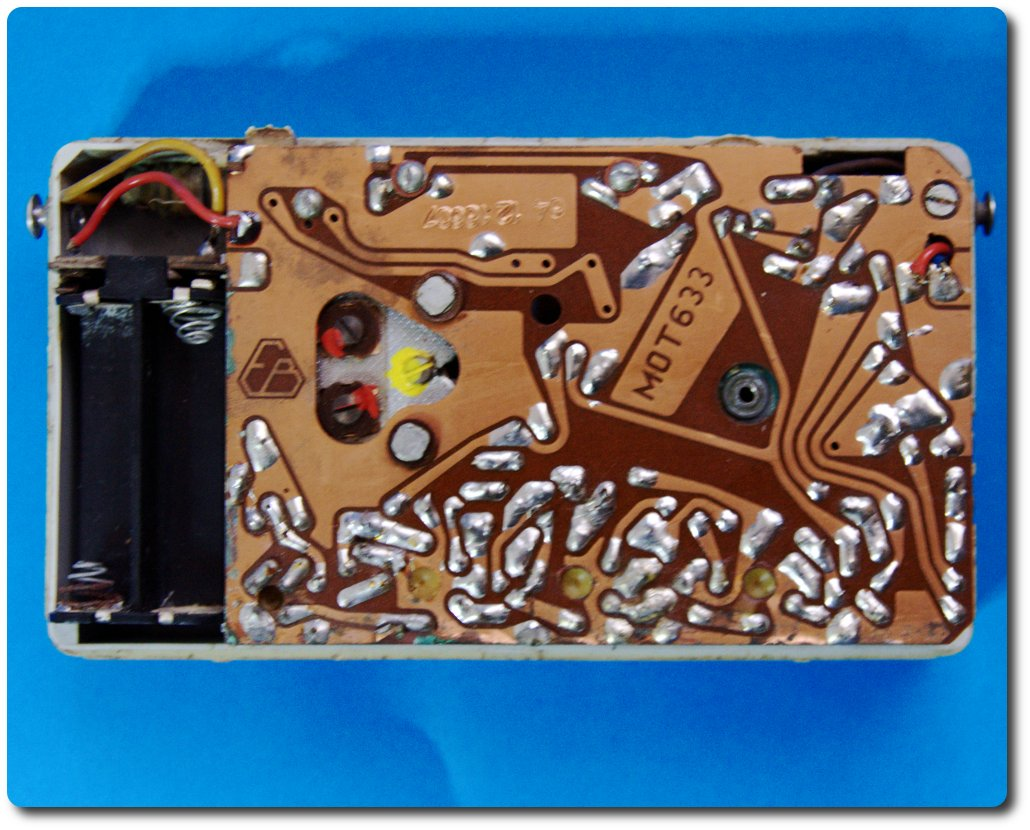
Obwód drukowany radioodbiornika Koliber – pierwszego masowo produkowanego na tranzystorach

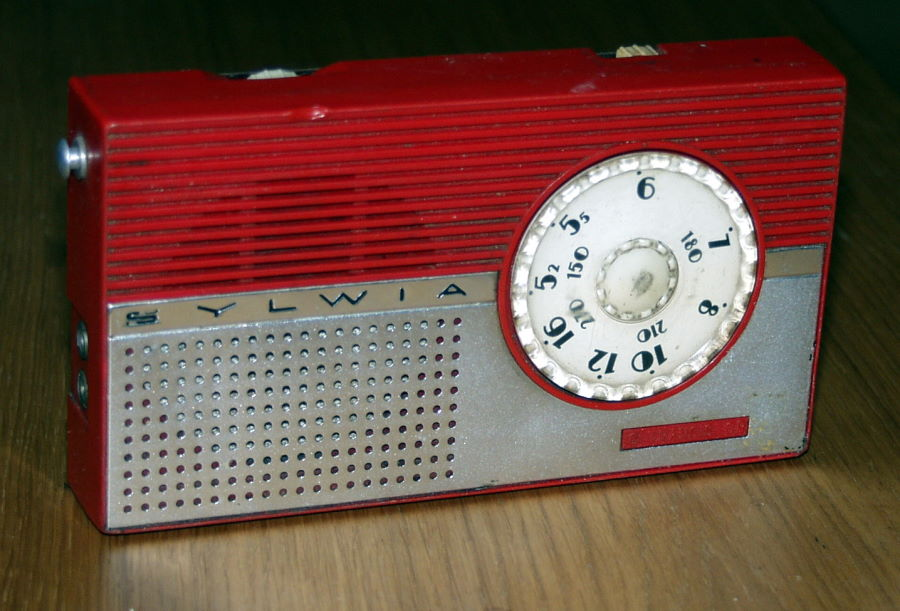
Sylwia MOT-633 – produkowany od 1966

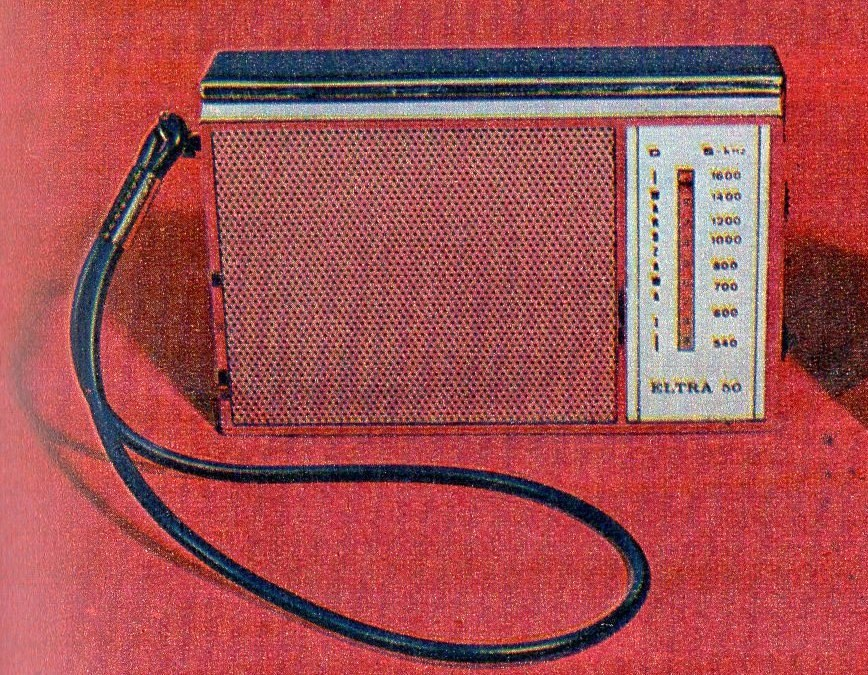
Eltra 50 MOT-729 – produkowany od 1973 z użyciem układów scalonych

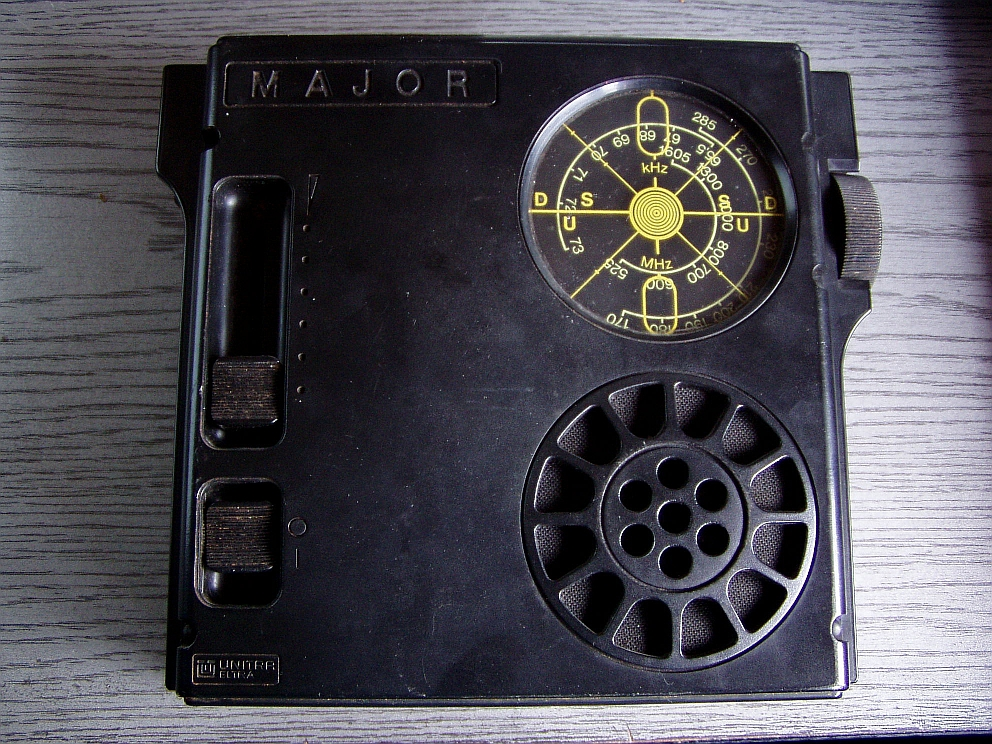
Stylizowany na sprzęt wojskowy odbiornik Major MOT-759 (od 1976)

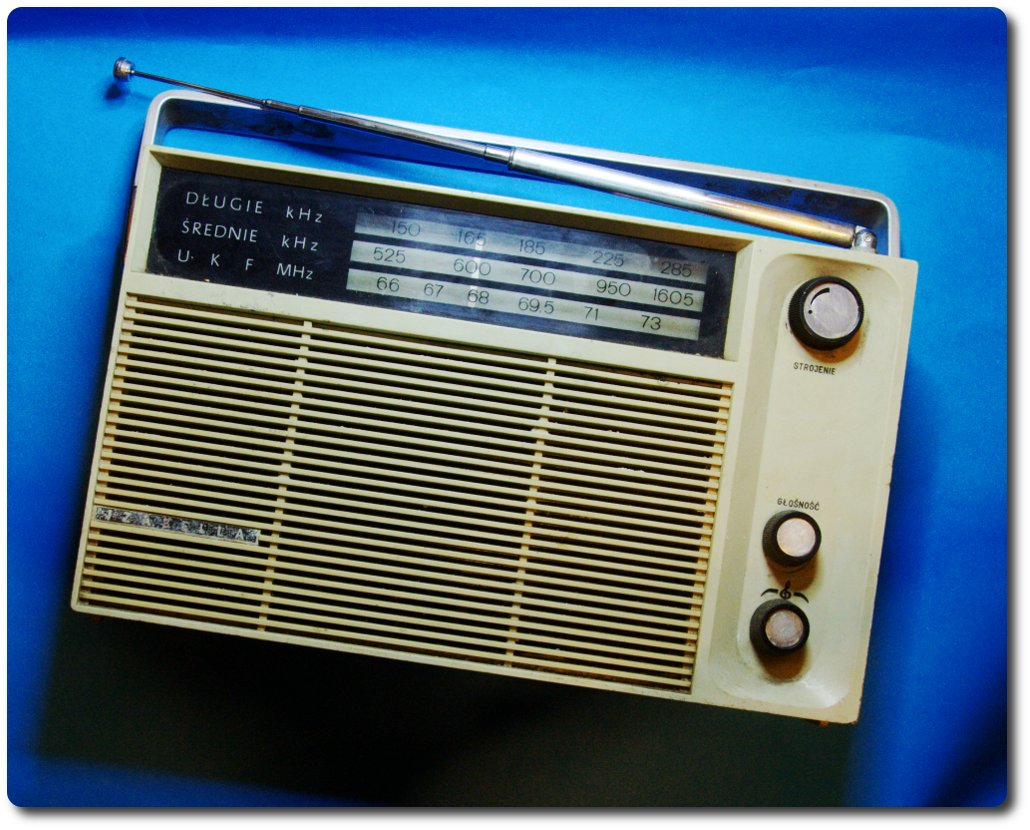
Trzyzakresowy odbiornik Izabella

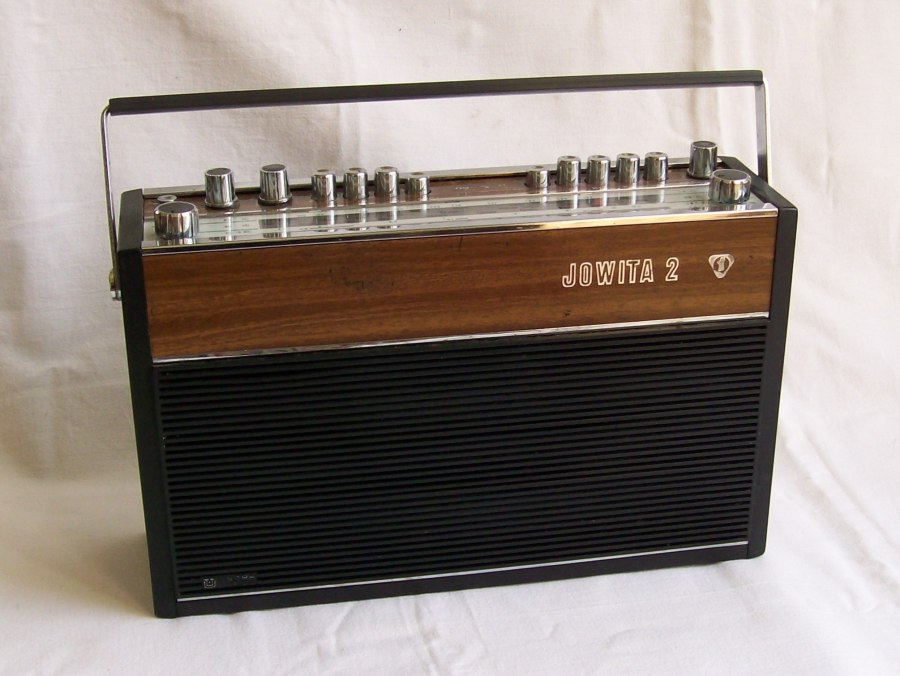
Jowita (1975-1985)

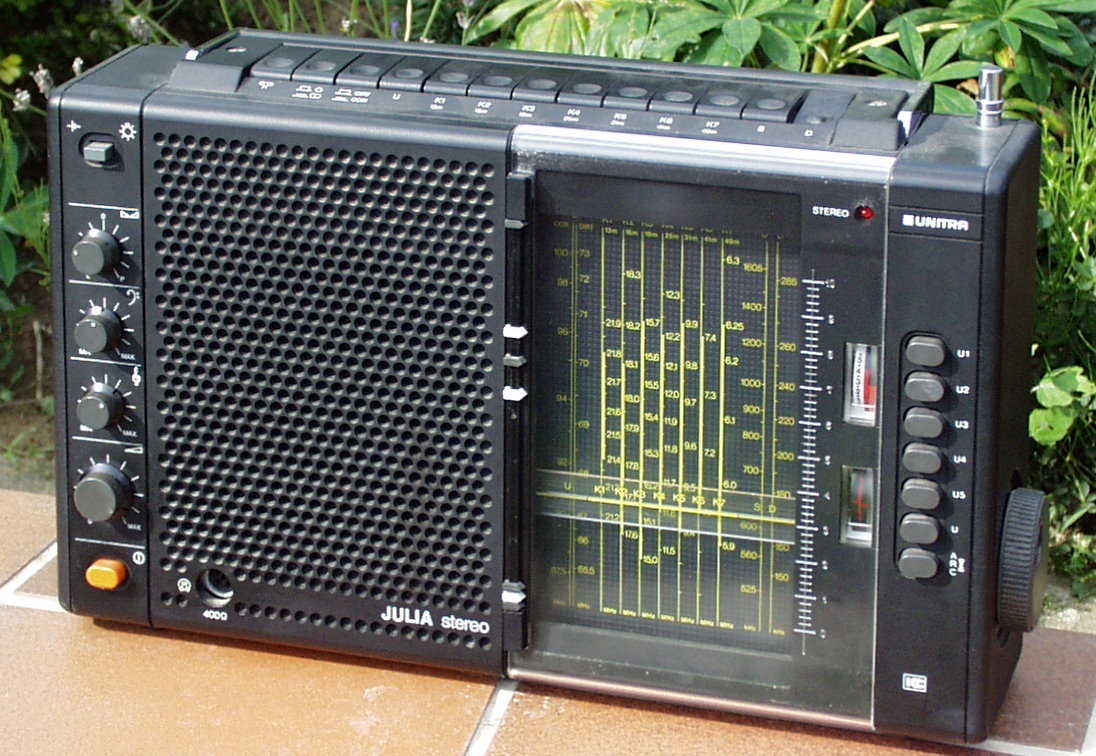
Radioodbiornik Julia Stereo (1979-1991)

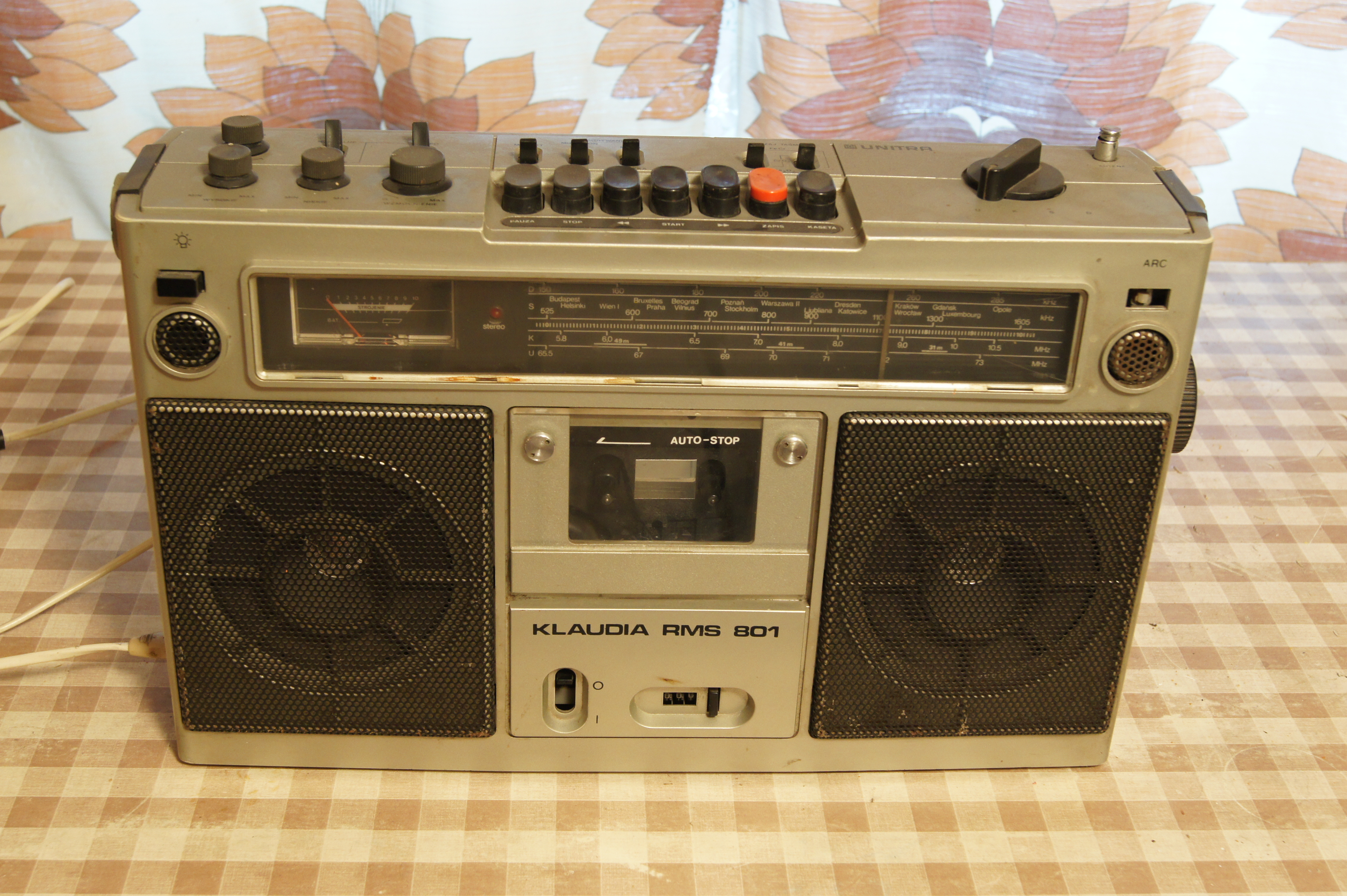
Pierwszy radiomagnetofon stereofoniczny Klaudia RMS-801 produkowany od 1980

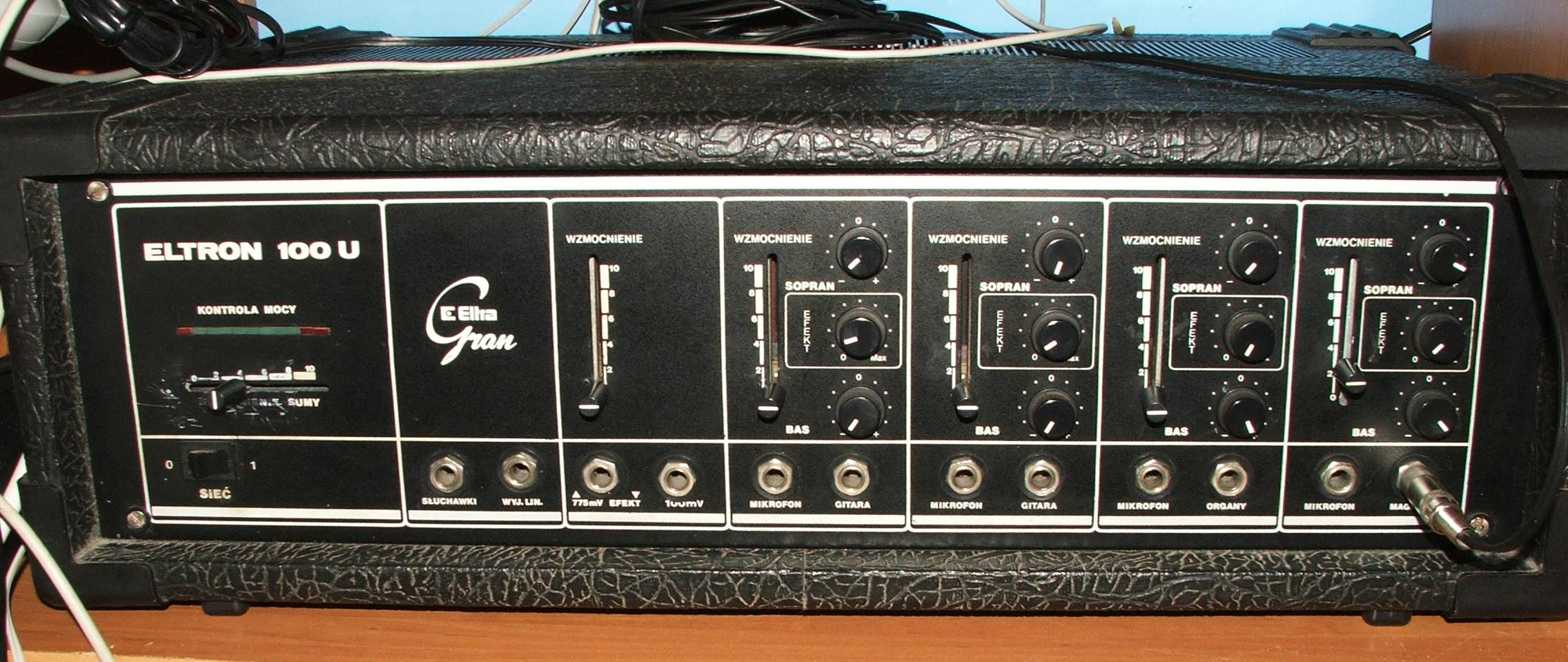
Wzmacniacz Eltron 100 U produkowany w latach 70. i 80.

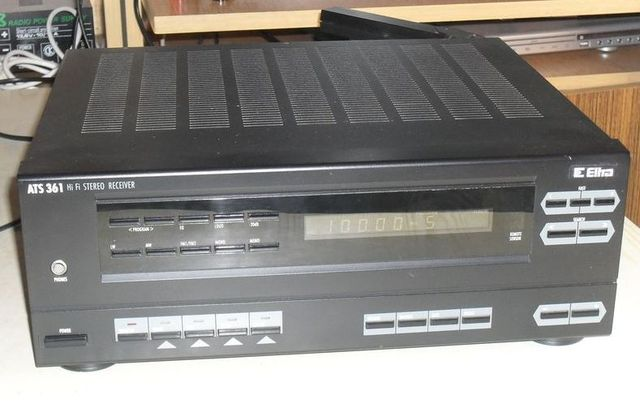
Odbiornik stereofoniczny ATS 361

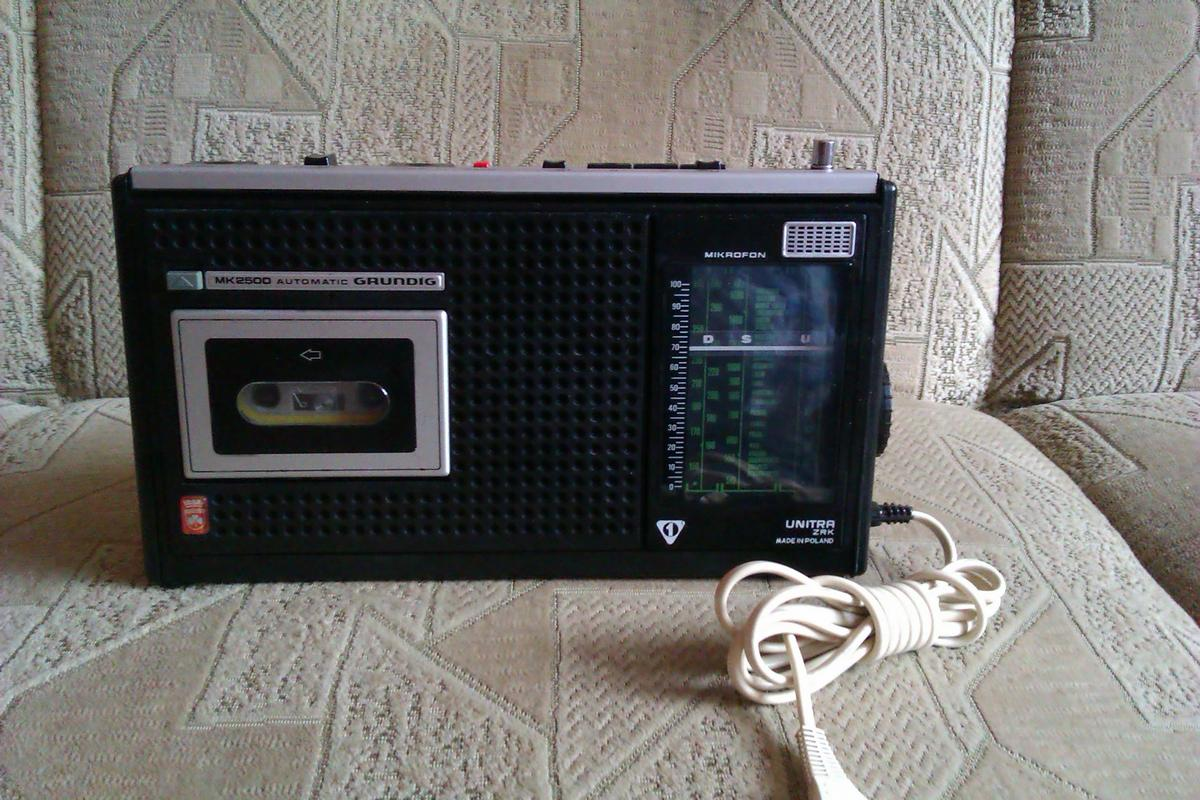
Produkowany w Warszawie, a później w Bydgoszczy radiomagnetofon Grundig MK 2500

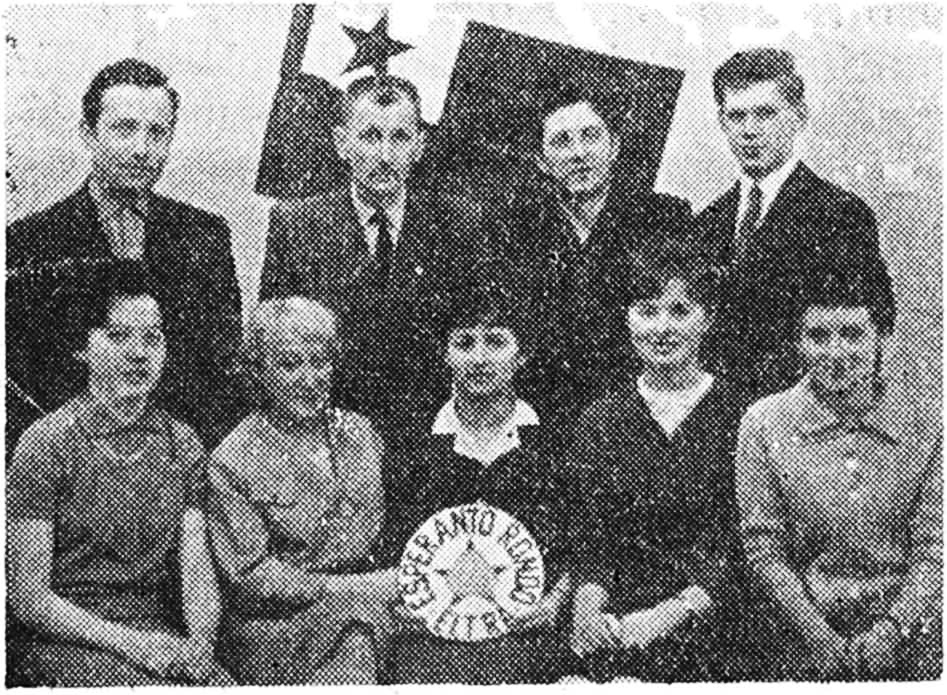
Esperanto-Rondo Eltra (Koło Esperanta Eltra), 1964

Eltra – przedsiębiorstwo w Bydgoszczy przekształcone w 1956 roku z uruchomionej po 1945 roku w PRL Bydgoskiej Fabryki Artykułów Elektrotechnicznych, jedna z najstarszych fabryk branży elektrotechnicznej w Polsce. W 1959 wyprodukowała pierwszy polski radioodbiornik tranzystorowy Eltra MOT-59. W 1997 część zakładu stała się własnością koncernu Tyco International, a w 1998 Lexel A/S. W 2003 wyodrębniła się jako spółka akcyjna Elda-Eltra Elektrotechnika, należąca do międzynarodowego koncernu Schneider Electric.

## Historia

### Okres międzywojenny 1923-1939
Przedsiębiorstwo zostało założone 1 marca 1923 roku przez przybyłego z Warszawy inż. Stefana Ciszewskiego. Siedziba zlokalizowana była w Bydgoszczy przy ulicy Świętej Trójcy 3. Zakład zajmował zaledwie 25 metrów kwadratowych, na których znajdowały się tokarka, tłoczarnia, bęben do czyszczenia, dwie prasy ręczne, trzy wiertarki i cztery imadła. Zakład początkowo zatrudniał 4, a następnie 13 pracowników, a administrację stanowili inż. Ciszewski ze swym teściem oraz Władysław Gwiazdowski. Pierwszymi wyrobami były paseczki topikowe do bezpieczników i elementy izolacyjne, wieszaki do lamp oraz porcelanowe wtyczki i gniazdka. W 1925 produkowano już 25 różnych wyrobów. Zakład korzystał z koniunktury związanej z szybkim tempem elektryfikacji kraju.
W 1925 przedsiębiorstwo powiększyło znacznie kapitał zakładowy dzięki wejściu do spółki przemysłowca Mieczysława Kutnickiego (do 1933). Przy ulicy Sobieskiego 1 wybudowano nową fabrykę, a w 1933 rozpoczęto wykonywanie mas termoutwardzalnych. W tym roku powstał zakładowy klub sportowy Spartan – Ciszewski Bydgoszcz, który przez swoje osiągnięcia (mistrzostwo Pomorza w koszykówce, wicemistrzostwo w piłce nożnej) reklamował fabrykę.
W 1937 przedsiębiorstwo przekształcono w spółkę akcyjną, kontrolowaną przez rodzinę założyciela zakładu. Zatrudnienie wzrosło ze 139 osób w 1928 do 526 osób w 1939 roku. Produkcja opierała się na własnej, oryginalnej myśli technicznej. Pomysłodawcą nowych wyrobów był m.in. właściciel spółki Stefan Ciszewski, który wiele z nich opatentował. Asortyment obejmował 1220 urządzeń elektrotechnicznych dla niskiego i częściowo wysokiego napięcia. Przedsiębiorstwo w tym czasie pracowało na trzy zmiany i miało przedstawicielstwa w 7 większych miastach Polski. W 1939 rozpoczęto budowę filii w Zamościu na terenie Centralnego Okręgu Przemysłowego.
Spółka przez cały okres międzywojenny wypracowywała zysk netto, nawet w okresie wielkiego kryzysu i to mimo dużych kwot przeznaczanych na rozbudowę fabryki oraz unowocześnienie parku maszynowego. Fabrykę wyróżniała także wyjątkowa dbałość o pracowników, warunki sanitarne i socjalne. Po śmierci inż. Stefana Ciszewskiego (15 listopada 1938) spółką do 31 marca 1939 kierował Władysław Gwiazdowski, a następnie inż. Janusz Zambrzuski.
Fabryka Ciszewskiego wystawiała swoje produkty zarówno na Międzynarodowych Targach Poznańskich, jak i Targach Lipskich. Za swoje wyroby uzyskała liczne dyplomy uznania, trzy złote medale na wystawach krajowych (Lwów 1926, Wilno 1928, Warszawa 1936) oraz dwa na wystawie w Paryżu (1937). Przedsiębiorstwo słynęło z wysokiej jakości produktów i wydawało bogato ilustrowane katalogi wyrobów. Produkcja przedsiębiorstwa pokrywała 80% krajowego zapotrzebowania na artykuły sprzętu instalacyjnego. W poczet klientów zaliczały się m.in. koncerny: Siemens, AEG, czy Brown Boveri. W okresie międzywojennym zakład zaliczał się do największych przedsiębiorstw przemysłu elektrotechnicznego w Polsce obok zakładów braci Borkowskich i Lukrec w Warszawie oraz Spółki Akcyjnej Przemysłu Elektrotechnicznego w Czechowicach-Dziedzicach.

### Okres okupacji niemieckiej
Jesienią 1939 przedsiębiorstwo zostało przejęte przez Niemców. W tym czasie córka i zięć założyciela fabryki inż. Stefana Ciszewskiego (zm. 1938) zostali rozstrzelani w masowej egzekucji w Tryszczynie.
Wiosną 1940 powiernikiem przedsiębiorstwa został przemysłowiec gdański Erhardt Schmidt, który w 1941 kupił fabrykę. Obok wytwarzania artykułów elektrotechnicznych prowadzono produkcję na rzecz Wehrmachtu, m.in. zapalniki do szrapneli, wytwarzanych w miejscowej fabryce Löhnerta. Rozwój produkcji wojennej był przyczyną uzupełnienia parku maszynowego oraz wzrostu zatrudnienia z 200 w 1939 do 767 pracowników w 1944 roku. W końcowym etapie wojny fabryka wraz z więziennymi filiami w Koronowie (1941) oraz w Sztumie (1943) zatrudniała około 1200 osób. Większość załogi stanowili Polacy, jeńcy wojenni oraz więźniowie. Kierownicze stanowiska były obsadzone Niemcami, a Polakom potrącano ok. 30% uposażenia.
20 stycznia 1945 pracownik zakładu Edmund Biechowski zniszczył materiały wybuchowe przygotowane do wysadzenia zakładu.

### Okres PRL
W kwietniu 1945 radzieckie władze wojskowe rozpoczęły akcję demontażu i wywozu urządzeń do ZSRR. 6 kwietnia zakład obstawił oddział Armii Czerwonej, a 180 maszyn trafiło do zakładów elektrycznych w Leningradzie. Wiosną 1946 jako rekompensatę do fabryki przewieziono maszyny z przedsiębiorstwa Schortmann w Lipsku. Po upaństwowieniu zakład podporządkowano Centralnemu Zarządowi Przemysłu Maszyn i Aparatów Elektrycznych, a od 1952 Centralnemu Zarządowi Wyrobów Precyzyjnych. Do 1948 fabryka powiększyła się o zakłady filialne w Nakle nad Notecią, Toruniu oraz w Poniatowej (1950). Część produkcji przekazano nowo powstałym zakładom, łącznie z oddelegowaniem pewnej grupy fachowców. Zakład w Nakle zatrudniał około 300 osób i z chwilą usamodzielnienia się w 1956 otrzymał nazwę: Zakłady Wytwórcze Sprzętu Instalacyjnego w Nakle.
W 1948 przy fabryce powołano Centralne Biuro Studiów i Konstrukcji Sprzętu Instalacyjnego, którego celem była standaryzacja wyrobów i racjonalny ich podział między różne fabryki. Z kolei w 1949 w Bydgoszczy wyodrębniono Zakłady Wytwórcze Sprzętu Instalacyjnego, któremu podlegały wszystkie zakłady produkujące sprzęt elektrotechniczny w całym kraju. W tym okresie fabryka w Bydgoszczy otrzymała nazwę Zakłady Wytwórcze Sprzętu Instalacyjnego A-4. W 1952 rozpoczęto rozbudowę zakładu. W okresie Planu Sześcioletniego (1950-1956) zatrudnienie zwiększyło się z 776 do 1240 pracowników.
W 1956 na mocy decyzji Rady Ministrów przesunięto fabrykę do branży elektronicznej. Zakład przeszedł pod nadzór Zjednoczenia Przemysłu Elektronicznego i Teletechnicznego „Unitra”, co wiązało się z podjęciem produkcji podzespołów stykowych dla przemysłu elektronicznego oraz zmianą nazwy zakładu na „Eltra”.
Przełomem w działalności przedsiębiorstwa było opracowanie i wyprodukowanie w 1959 pierwszego polskiego, miniaturowego odbiornika tranzystorowego Eltra MOT-59. Jego konstruktorem był zespół inżynierów pod kierunkiem Romana Paluchowskiego. Biorąc pod uwagę, że został zaprojektowany bez możliwości współpracy z ośrodkami na Zachodzie, w zakładzie, który nie miał tradycji w budowie radioodbiorników, należy uznać to za duże osiągnięcie. Od tej pory odbiorniki przenośne stanowiły coraz bardziej znaczącą pozycję w asortymencie Eltry, nigdy jednak nie wyparły całkowicie produkcji podzespołów elektronicznych. Brak kooperantów do podjęcia produkcji podzespołów do radioodbiorników, zmusił zakład do uruchomienia nowego zespołu asortymentowego, m.in. przetwórstwa tworzyw sztucznych, fototechnicznej produkcji skali itp.
Drugim modelem radioodbiornika tranzystorowego był Koliber. W latach 1965–1968 produkowano nowe, ulepszone przenośne odbiorniki: Tramp, Minor, Sylwia, Ara, Jacek (w częściach do składania), Sylwia-2, Kamila i Kama, a w 1969 trzyzakresowy aparat Dominika i Izabella (poprzednie miały tylko dwa zakresy – fale długie i średnie). W 1970 wszedł do produkcji 4-zakresowy odbiornik Laura. W tym czasie produkowano 400 tys. szt. radioodbiorników rocznie, co stanowiło 60% wartości całej produkcji zakładu. Tranzystory pochodziły z importu, początkowo z firmy Telefunken, a później Philips.
W 1960 pracownicy zakładu dokonali montażu kilkudziesięciu egzemplarzy telewizorów Szmaragd 902 z części sprowadzonych z Warszawskich Zakładów Telewizyjnych. W latach 60. starano się wprowadzać taśmowy system produkcji. Równolegle przebiegała rozbudowa hal produkcyjnych. W 1964 oddano do użytku 11-kondygnacyjny biurowiec przy ul. Dworcowej. Technologię produkcji wzbogacono o nowe rozwiązania konstrukcyjne, m.in. obwody drukowane. W latach 1958–1970 opracowano i wdrożono do produkcji seryjnej 13 typów radioodbiorników opartych w całości na polskich rozwiązaniach konstrukcyjnych, wykorzystujących jednak podzespoły importowane z krajów zachodnich. W 1968 wyprodukowano milionowy odbiornik radiowy i zakupiono we francuskiej firmie Isostat licencje na segmentowe przełączniki klawiszowe, które w przyszłości stały się głównym produktem eksportowym przedsiębiorstwa. Wdrażanie nowych technologii przebiegało jednak z opóźnieniem wynikającym z niedowładu gospodarki centralnie planowanej.
Od 1970 w skład przedsiębiorstwa Eltra weszły zakłady Porad w Gniewie produkujące podzespoły stykowe. Przejęły one z zakładów bydgoskich produkcję części złącz (między innymi złącza DIN) i przełączników. W ten sposób Eltra stała się na rynku polskim praktycznie monopolistą w dziedzinie produkcji elementów stykowych. W 1971 w skład przedsiębiorstwa włączono zakłady w Białogardzie, dotychczas będące filią warszawskich zakładów Rawar. W 1973 w skład Eltry wszedł również Bydgoski Zakład Instrumentów Muzycznych. Funkcjonował również oddział w Chojnicach.
W latach 1971–1975 wdrożono do produkcji 12 nowych typów radioodbiorników, a w 1976 do seryjnej produkcji weszły kalkulatory elektroniczne serii „Brda”. Wytwarzano wówczas pełną gamę tranzystorowych odbiorników turystycznych nazywanych zazwyczaj imionami żeńskimi. Drugi rodzaj produkcji obejmował przełączniki segmentowe klawiszowe, złącza wielostykowe do sprzętu profesjonalnego, radiowo-telewizyjnego, filtry przeciwzakłóceniowe. Eltra była jednym z nielicznych przedsiębiorstw, w którym na stałe zatrudniony był artysta plastyk, zajmujący się projektowaniem radioodbiorników. Stąd produkty Eltry posiadały charakterystyczne tylko dla tego zakładu obudowy oraz niepowtarzalny i indywidualny styl.
W 1975 Eltra wraz z zakładami filialnymi zatrudniała 5 tysięcy pracowników, z czego w Bydgoszczy pracowało około 1500 osób. Większość załogi stanowiły kobiety. Przedsiębiorstwo dysponowało własną przychodnią z gabinetem zabiegowym i stomatologicznym oraz poradniami internistyczną, ginekologiczną, reumatologiczną, a nawet gastrologiczną; żłobkiem, przedszkolem i ośrodkami wczasowymi w Mielnie, Sosnówce, Sianożętach, Więcborku i Orzechowie.
Po podziale zjednoczenia Unitra w 1978, Eltra weszła w skład zjednoczenia Unitra-Dom. Zakłady filialne w Gniewie i Białogardzie włączono do przedsiębiorstwa Unitech. W 1979 zorganizowano zakład filialny w Rzeszowie produkujący popularne radioodbiorniki przenośne, który w 1983 usamodzielnił się. W 1980 po latach prób i doświadczeń wyprodukowano pierwszy stereofoniczny radiomagnetofon kasetowy Klaudia RMS-801 oraz organy elektroniczne.
Produkty zakładu bez trudu sprzedawane były w kraju, gdzie panowała tzw. gospodarka niedoboru. Eksport podjęto dopiero w drugiej połowie lat 70.. Wizytówką Zakładów Radiowych „Unitra-Eltra” w latach 80. były nagradzane złotymi medalami i tytułami „Mistera Eksportu” złącza wielostykowe, dwukasetowy radiomagnetofon stereofoniczny Manuela RMS-806, wieża audio Eltra CS 201, organy elektroniczne Estrada-207 AR i pianino elektroniczne Estrada-108 P. Radiomagnetofony eksportowano do Austrii, Jugosławii, Francji, Włoch, RFN, Holandii, Hiszpanii i Szwecji, a podzespoły elektrotechniczne głównie do ZSRR i NRD. W 1988 przedsiębiorstwo włączono do ogólnopolskiego programu elektronizacji gospodarki narodowej, co wiązało się z jego rozbudową przy ul. Glinki.
Eltra i jej produkty były de facto traktowane jako norma w Polsce. Przykładowo jej złącza, gniazda wykorzystano w pierwszym masowym komputerze szkolnym z Polski – Elwro 800 Junior.

### Okres po 1989
W 1991 przedsiębiorstwo państwowe uległo przekształceniu w jednoosobową spółkę Skarbu Państwa. Od 1995 ze względu na konkurencję importowanego sprzętu elektronicznego, Eltra skupiła się na produkcji sprzętu elektroinstalacyjnego (w 1998 jego udział w produkcji przedsiębiorstwa przekroczył 50%) i telekomunikacyjnego. Jednocześnie produkcję złącz i narzędzi przekazano do spółek zależnych El-Con i El-Form, które w 1997 zostały kupione przez AMP Incorporated, wraz z którym zostały włączone w 1999 w skład Tyco International (w 2007 z Tyco International wydzieliła się samodzielna spółka Tyco Electronics). Niepotrzebne hale produkcyjne na Glinkach nabyły Bydgoskie Fabryki Mebli. W 1997 przedsiębiorstwo uzyskało certyfikat systemu zarządzania jakością ISO 9001, a w roku 2000 certyfikat systemu zarządzania środowiskowego ISO 14001.
W 1998 Eltra została kupiona przez skandynawską grupą kapitałową Lexel A/S należącą do Schneider Electric. W 2003 przedsiębiorstwo połączono z innym polskim zakładem należącym do Schneider Electric – Zakładami Elda w Szczecinku. Po fuzji zakład działa pod nazwą Elda-Eltra-Elektronika S.A. i ma w Polsce znaczącą pozycję na rynku sprzętu elektroinstalacyjnego.

### Nazwy
- 1923–1925 – Fabryka Aparatów Elektrycznych inż. Stefan Ciszewski
- 1925–1939 – Fabryka Artykułów Elektrotechnicznych inż. S. Ciszewski i S-ka, Sp. z.o.o.
- 1939–1941 – Fabrik für Elektrotechnische Erzeugnisse Erhard Schmidt, dawn. Fabryka Artykułów Elektrotechnicznych inż. Stefana Ciszewskiego
- 1941–1945 – Erhard Schmidt Fabrik für Elektrotechnische Erzeugnisse
- 1945 – Fabryka Artykułów Elektrotechnicznych S. Ciszewski Sp. Akc. pod zarządem państwowym
- 1945–1948 – Bydgoska Fabryka Artykułów Elektrotechnicznych
- 1948–1957 – Zakłady Wytwórcze Sprzętu Instalacyjnego przedsiębiorstwo państwowe wyodrębnione (zakład A-4 w Bydgoszczy)
- 1957–1966 – Zakłady Wyrobów Elektrotechnicznych Eltra w Bydgoszczy
- 1966–1971 – Zakłady Radiowe Eltra w Bydgoszczy
- 1971–1982 – Zakłady Radiowe Unitra-Eltra w Bydgoszczy
- 1982–1991 – Zakłady Radiowe Eltra w Bydgoszczy
- 1991–2003 – Eltra S.A., od 1997 część przedsiębiorstwa przy ul. Unii Lubelskiej wyodrębniona jako zakład AMP, potem Tyco Electronics Polska
- od 2003 – Elda-Eltra Elektrotechnika S.A. (w składzie koncernu Schneider Electric)

## Produkcja

### Produkty historyczne
Od końca lat 50. XX w. Eltra posiadała dominującą pozycję na polskim rynku elementów stykowych dla przemysłu elektronicznego – produkowała między innymi przełączniki, złącza, łączówki i podstawki lampowe. W latach 60. podstawowymi produktami przedsiębiorstwa stały się tranzystorowe odbiorniki radiowe. Do najbardziej znanych należał Koliber. Wśród odbiorników z zakresem UKF należy wymienić Izabellę, klasy popularnej, będącą pierwszym na polskim rynku tranzystorowym odbiornikiem tego typu, oraz jej następczynię – Laurę. W połowie lat 70. podjęto produkcję pierwszego przenośnego zestawu stereofonicznego – składał się on z monofonicznego odbiornika Wanda, oraz z umieszczonego w identycznej osobnej obudowie dodatkowego wzmacniacza z dekoderem stereo i głośnikiem (PS-742). W sumie z taśm produkcyjnych Eltry zeszło kilkadziesiąt modeli odbiorników tranzystorowych, poczynając od najprostszych i najtańszych (Sylwia, Kama) poprzez popularne (Mariola, Jowita) a kończąc na luksusowych (Julia Stereo) oraz tunerach radiowych do zestawów typu wieża Unitra. W latach 80. produkowano radiomagnetofony (przenośne i stacjonarne), m.in. Edyta 2 RMS-823, Emilia RM 312, Hania RMS 401, Klaudia RMS-801, Manuela 2 RMS 813, Marta RM 405. W 1989 r. rozpoczęto produkcję wież audio CS 201 i CS 202 z systemem redukcji szumów CNRS 2, a w 1992 roku – radiomagnetofonu Bogna RM 413. W Bydgoszczy produkowano również znany od lat 70., popularny radiomagnetofon Grundig MK 2500.
Przedsiębiorstwo produkowało również kalkulatory elektroniczne z rodziny „Brda” (1976-1985), sprzęt nagłośnieniowy i koncertowy (estradowe kolumny głośnikowe, oraz wzmacniacze dużej mocy pod nazwą Eltron, Contra i Gran) oraz elektroniczne muzyczne instrumenty klawiszowe. Obok produkcji cywilnej prowadzono produkcję specjalną dla wojska, m.in. półzłącza teletechniczne.

### Stan obecny
Po fuzji z przedsiębiorstwem Elda Szczecinek Elektrotechnika S.A., bydgoski zakład wytwarza sprzęt elektroinstalacyjny i akcesoria instalacyjne budynków, systemy sterowania i komunikacji budynków. Natomiast zakład Tyco Electronics Poland rozwija produkcję szerokiej gamy złączy dla przemysłu elektronicznego oraz systemów okablowań przeznaczonych dla kilku branż przemysłowych, głównie przemysłu telekomunikacyjnego.

### Lista nazw produktów
Z uwagi na znaczący udział produkcji na eksport, w nazewnictwie nie używano liter sz, ż i ś.
Nazwy produktów bydgoskiej Eltry rodzaju żeńskiego:
Ada, Alicja, Ania, Asia, Bogna, Dana, Dominika, Donata, Dorota, Edyta, Ela, Emilia, Halina, Hania, Irena, Iwona, Iza, Izabella, Jola, Jowita, Julia, Kama, Klaudia, Laura, Lena, Lidia, Liza, Lucyna, Luiza, Magda, Maja, Manuela, Maria, Mariola, Marta, Monika, Nina, Paulina, Sylwia, Tola, Wanda, Zosia
Pozostałe nazwy:
Donald, Jacek, Koliber, Royal, Major, Minor, Tramp

## Tyco Electronics w Bydgoszczy
Wyodrębniona część zakładów Eltra w Bydgoszczy (ul. Unii Lubelskiej 4) od 1999 r. wchodzi w skład koncernu Tyco International, a od 2007 samodzielnej spółki Tyco Electronics Polska. Zakład Tyco Electronics Polska w Bydgoszczy jest częścią koncernu TE Connectivity. Specjalizuje się w produkcji złącz, rezystorów, przekaźników i innych urządzeń elektrotechnicznych. Kooperuje m.in. z koncernami Siemens, Grundfos, Ericsson itp. Zakład zatrudnia ok. 1300 osób, a w 2008 otrzymał nagrodę Fabryka roku 2008 przyznawaną przez branżowe pismo Inżynieria i utrzymanie ruchu zakładów przemysłowych.